# Elasto Mania
Elasto Mania (o Elma) è un videogioco di motociclismo del 2000 sviluppato da Balázs Rózsa per Microsoft Windows. Il gioco è considerato il seguito di Action SuperCross, creato dallo stesso programmatore nel 1997. Il videogioco ha ricevuto conversioni per iOS e Nintendo DS. Nel gennaio 2022 è stato distribuito Elasto Mania Remastered per Nintendo Switch, PlayStation 4, PlayStation 5, Xbox One e Xbox Series X e Series S, mentre Action SuperCross è stato pubblicato come open source.

## Modalità di gioco
L'obiettivo di Elasto Mania è guidare una motocicletta attraverso dei livelli a piattaforme nel minor tempo possibile.